# Jenna Johnson
Pour les articles homonymes, voir Johnson.
Jenna Leigh Johnson, née le 11 septembre 1967 à Santa Rosa, est une nageuse américaine.

## Biographie
Aux Jeux olympiques d'été de 1984 à Los Angeles, Jenna Johnson participe à trois épreuves :
- elle est sacrée championne olympique du relais 4 × 100 mètres nage libre ;
- elle est médaillée d'argent sur 100 mètres papillon ;
- elle participe aux séries du relais 4 × 100 mètres quatre nages, mais ne fait pas partie du relais final remporté par les Américaines.